# Sectoria heterognathos
Sectoria heterognathos är en fiskart som först beskrevs av Chen, 1999.  Sectoria heterognathos ingår i släktet Sectoria och familjen grönlingsfiskar. IUCN kategoriserar arten globalt som otillräckligt studerad. Inga underarter finns listade i Catalogue of Life.